# Lebensmittelverschwendung

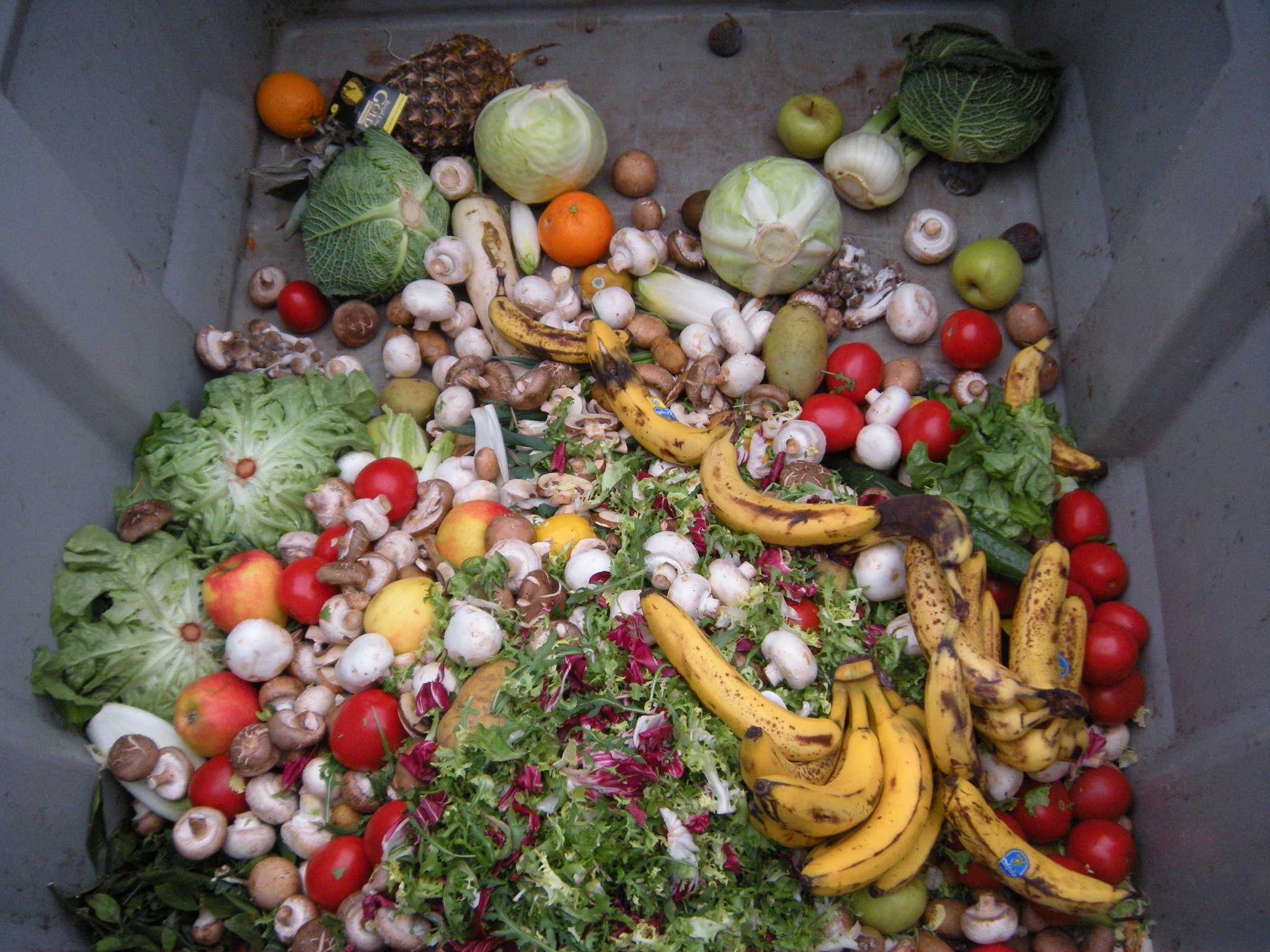
Abfallcontainer mit noch genießbarem Gemüse und Obst in Luxemburg 2013

Lebensmittelverschwendung bzw. -vergeudung (englisch Food waste, dort wortgleich mit der Bezeichnung für „Lebensmittelabfall“) bezeichnet das Phänomen, dass große Teile der zur menschlichen Ernährung hergestellten Lebensmittel nie konsumiert werden. Gründe hierfür können sein:
- Verderb, z. B. aufgrund falscher Lagerung oder zu umfangreicher Einkäufe, oder
- Vernichtung noch nicht verdorbener Lebensmittel, z. B. aufgrund der Fehlinterpretation von Mindesthaltbarkeitsdaten oder schon vor dem Verkauf aufgrund eines Überangebots oder Unkonformität.

## Umfang und Ursachen

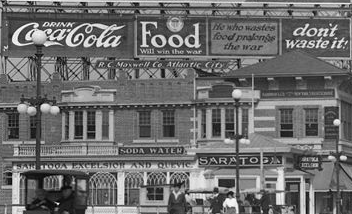
Straßenbanner in den USA während des Ersten Weltkriegs:
“Food will win the war - don't waste it!”
(„Nahrung wird den Krieg gewinnen - verschwendet sie nicht!“)

Weltweit wird etwa ein Drittel der erzeugten Lebensmittel weggeworfen. Die Ursachen dafür sind vielfältig. Das Wegwerfen genusstauglicher Lebensmittel wird meist als Verschwendung eingestuft. Hauptverursacher sind die Endverbraucher, die nach verschiedenen Studien für einen Anteil von 40 bis über 52 % aller weggeworfenen Lebensmittel verantwortlich sind (82 kg pro Person und Jahr in Deutschland). So wird zum Beispiel zu viel eingekauft oder die Lebensmittel werden vom Endverbraucher falsch gelagert. Auch die Fehlinterpretation des Mindesthaltbarkeitsdatums spielt eine wichtige Rolle.
Bereits bei der Gewinnung von Lebensmitteln kommt es zur Verschwendung, wenn etwa bei nicht-nachhaltiger Fischerei der Beifang tot dem Meer zurückgegeben wird, statt ihn zu vermeiden oder zu verarbeiten. Agrarprodukte werden oft nicht geerntet, weil sie aufgrund der Erscheinungsform oder der Marktlage nicht verkaufsfähig sind. Dabei ist zu beachten, dass viele Handelsnormen von der Lebensmittelbranche selbst festgelegt werden.
Weitere Ursachen sind eine vermeidbare falsche Lagerung, Schädlingsbefall, Überproduktion, Transportschäden, aber auch der Kunde, der nicht normgerechte Produkte ablehnt bzw. nicht kauft.

## Folgen
Der beispielsweise für die USA zwischen 2015 und 2017 hochgerechnete durchschnittliche Lebensmittelmüll von 150 kg pro Person und Jahr hat die Verschwendung bzw. den unsinnigen Einsatz von 354.000 Tonnen Pestiziden und mehr als 816.000 Tonnen Stickstoffdünger bedeutet. Die für Deutschland für den WWF hochgerechneten 18 Millionen Tonnen vergeudeten Lebensmittel haben ohne Not 2,6 Millionen Hektar landwirtschaftlicher Produktionsfläche zusätzlich erforderlich gemacht und 48 Millionen Tonnen Treibhausgase freigesetzt.
Zum Verlustausgleich der meist aus lapidaren Gründen weggeworfenen Lebensmitteln in reichen Industriestaaten wird eine Kompensation erforderlich. Diese führt dazu, dass kraft der Zwänge des Marktes die Verwendung von rund 30 % der weltweiten Anbauflächen für die Lebensmittelverschwendung in den Industriestaaten priorisiert werden.
Lebensmittelverschwendung kostet Ressourcen (etwa für zusätzliche Düngung, Transport, Lagerung usw.) und führt damit unmittelbar oder mittelbar zu einem gesteigerten Energieverbrauch und damit zu einem schnelleren Klimawandel. Das Potenzial zur Energieeinsparung ist dementsprechend hoch. Aufgrund der endlichen Verfügbarkeit der Ressourcen in ihrer Gesamtheit muss Lebensmittelverschwendung zwangsläufig dem Welthunger indirekt Vorschub leisten.
Laut einer Erhebung der FAO aus dem Jahr 2006 ist der globale Viehsektor für 18 % aller menschengemachten Treibhausgasemissionen verantwortlich. Das Ausmaß sei gefährlich für die globale Lebensmittelproduktion, so die FAO, da die Ausweitung von Anbau- und Weideflächen immer mehr Wald vernichten würde. Ein großer Waldverlust würde die globale Erwärmung beschleunigen und damit die landwirtschaftlichen Erträge mindern. Das könne nach Befürchtungen des UN-Umweltprogramms UNEP Konsequenzen bis hin zu einer globalen Missernte haben.
Laut einer Studie des Freiburger Öko-Instituts könnten bis zum Jahr 2030 mehr als 110 Millionen Tonnen Treibhausgase eingespart werden, wenn die Menschen ihre Ernährungsgewohnheiten nur leicht ändern würden. Dies entspricht einem Viertel der Treibhausgase aus der Lebensmittelproduktion.

## Situation in einzelnen Ländern

### Deutschland
Laut einer vom deutschen Bundesministerium für Ernährung und Landwirtschaft beauftragten Studie der Universität Stuttgart von 2012 wurden in Deutschland elf Millionen Tonnen Lebensmittel verschwendet. Das entspricht 138 kg pro Person. Laut der Mitte 2015 veröffentlichten Studie Das große Wegschmeißen der Umweltorganisation World Wildlife Fund (WWF) waren es zu dieser Zeit 18 Millionen Tonnen. Das entsprach zusammen durchschnittlich 313 kg genießbarer Lebensmittel „pro Sekunde“ auf landwirtschaftlichen Produktionsflächen (Acker, Feld), im Einzelhandel, in Kantinen oder in Privathaushalten, die als „Abfall“ bzw. „Müll“ vernichtet wurden.
Im Jahr 2019 ergab eine Studie des Thünen-Instituts im Auftrag des Bundesministeriums für Ernährung und Landwirtschaft, dass die Gesamtabfallmenge in Deutschland rund zwölf Millionen Tonnen Lebensmittelabfälle (Frischmasse) beträgt. Demnach entsteht in privaten Haushalten mit 52 Prozent ein Großteil der Lebensmittelabfälle. Der Studie zufolge werden jährlich rund 75 Kilogramm pro Person in deutschen Haushalten weggeworfen.
Nach den vom Institut für nachhaltige Ernährung an der Universität Münster 2018 für den WWF berechneten Zahlen wurden 60 % der vergeudeten Lebensmittel in der Wertschöpfungskette und 40 % bei den Endverbrauchern vernichtet.
Erzeuger sehen sich gezwungen, insbesondere landwirtschaftliche Produkte zu verschenken.
Laut Berichterstattung des Bundesministeriums für Ernährung und Landwirtschaft gab es unter Berufung auf das Statistische Bundesamt im Jahr 2020 ca. 10,9 Millionen Tonnen Lebensmittelabfälle (Frischmasse).

### Schweiz
In der Schweiz fallen gemäß der Definition und Schätzung des Bundesamts für Umwelt pro Jahr 778'000 Tonnen Lebensmittelabfälle aus Privathaushalten, 1'205'000 Tonnen aus der Lebensmittelindustrie, 210'000 Tonnen aus der Gastronomie, 197'000 Tonnen aus der Landwirtschaft und 279'000 Tonnen aus dem Detailhandel an. Von den insgesamt 2'800'000 Tonnen wären zum Zeitpunkt der Entsorgung noch zwei Drittel genießbar.
Gemäß der Definition und Schätzung der UNEP im Food Waste Index Report 2024, der ungenießbare Teile wie Knochen mit einschließt, entstehen in der Schweiz durchschnittlich 119 kg Foodwaste pro Kopf und Jahr. Innerhalb Europas schafft es die Schweiz damit auf Platz 2 der größten Lebensmittelverschwender, übertroffen einzig durch Portugal (124 kg/J.). Am anderen Ende der Rangliste stehen Bulgarien (26 kg/J.), Russland (33 kg/J.) und Slowenien (36 kg/J.), welche den geringsten Verlust innerhalb Europas aufweisen.

### USA
Nach einer Studie der amerikanischen Universität Vermont warfen die Landesbewohner zwischen 2007 und 2014 täglich durchschnittlich 422 Gramm Lebensmittel weg, also mehr als 150 kg jährlich.

### Österreich
In Österreich entstehen jedes Jahr etwa 1 Million Tonnen Lebensmittelabfälle, genaue Zahlen aus der Landwirtschaft fehlen allerdings. Ungefähr ein Drittel der in Österreich produzierten Lebensmittel landen im Müll.

## Gegenstrategien, Proteste, Kampagnen und Initiativen gegen Lebensmittelverschwendung

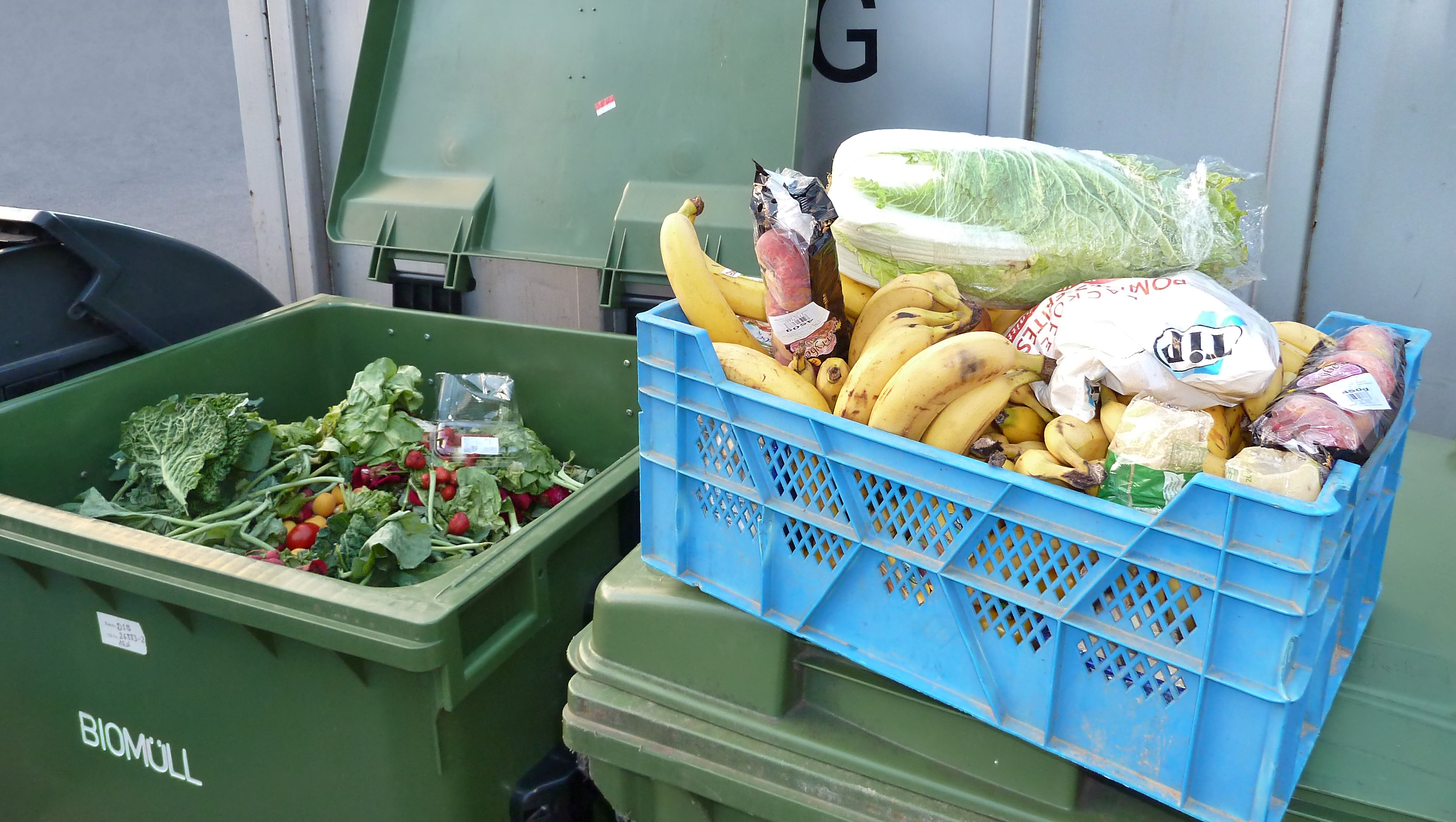
Containern

Eine Möglichkeit, gegen Lebensmittelverschwendung etwas zu unternehmen, ist das in Deutschland verbotene Containern. Die weggeworfenen Lebensmittel des Einzelhandels sind zwar weitgehend vermeidbar oder könnten verteilt werden, machen aber nur wenige Prozente der weggeworfenen Lebensmittel aus. Viele Verbraucher erwarten andererseits, dass das gesamte Sortiment eines Geschäftes bis zur Schließzeit verfügbar ist. Das bedeutet zwangsläufig Verluste bei Frischwaren. Manche Einzelhandelsunternehmen dulden das Containern oder geben abgelaufene Lebensmittel zum Beispiel an die Tafel ab, andere gehen entschieden gegen das Containern vor.
In zahlreichen Ländern gibt es Initiativen und Kampagnen gegen Lebensmittelverschwendung. Im Jahr 2015 wurde von mehr als 190 Staaten die UN-Agenda 2030 für eine nachhaltige Entwicklung verabschiedet. Die Ziele sehen unter anderem vor, dass bis 2030 die Lebensmittelverluste pro Kopf auf Einzelhandels- und Verbraucherebene halbiert und die entstehenden Lebensmittelverluste entlang der Produktions- und Lieferkette verringert werden.
Von daher forderten etwa bestimmte Mitglieder des EU-Parlaments sowie die vormalige deutsche Landwirtschaftsministerin Julia Klöckner (CDU) eine Halbierung der Lebensmittelverschwendung bis 2030. Umweltschutzorganisationen wie beispielsweise der WWF fordern einen „nationalen Aktionsplan“.
Das deutsche Bundesland Bayern erfasst seit 2012 die Daten der landesweit auftretenden Lebensmittelverluste; Baden-Württemberg hat die Vermeidung von Lebensmittelabfällen in seinem Abfallwirtschaftsplan verankert, Nordrhein-Westfalen als erstes deutsches Bundesland einen „Runden Tisch“ zum Thema installiert.
Initiativen wie z. B. foodsharing.de oder United Against Waste engagieren sich auf verschiedenen Ebenen zur Verbesserung der Problematik und der Entwicklung von Gegenstrategien wie z. B. verbessertem Management entlang der Wertschöpfungskette, nachhaltigeren Marketingstrategien oder der Veränderung von Konsumgewohnheiten. 2017 wurde die App Too Good To Go mit dem Bundespreis Ecodesign ausgezeichnet.
Eine Möglichkeit, die Lebensmittelverschwendung in All-you-can-eat-Restaurants zu verringern, ist es, eine pauschale oder individuelle Gebühr nach dem Gewicht vom weggeworfenen Essen zu verlangen. So nutzen einige Restaurants die Methode, um beispielsweise pro 100 g verschwendetem Essen eine Gebühr von 3 € zu erheben.
In China wird seit 2013 mit einer Leere-Teller-Kampagne gegen Lebensmittelverschwendung vorgegangen, die unter anderem daraus resultiert, dass es bei gemeinsamen Mahlzeiten üblich ist, einen Anstandsrest übrigzulassen. Auch 2022 ist dieses Verhalten in Ostasien noch weit verbreitet, z. B. in Südkorea.
In 54 untersuchten Ländern landeten im Jahr 2019 noch schätzungsweise 931 Millionen Tonnen Lebensmittel oder 17 % der gesamten Lebensmittel, die den Verbrauchern zur Verfügung standen, im Abfall.
In Frankreich wurde 2013 von der Regierung ein Pakt gegen Lebensmittelverschwendung verabschiedet, der u. a. Kennzeichnungen und Bildungsinitiativen vorsieht. Seitdem wurde der Pakt ausgeweitet und der Prozess durch mehrere  Gesetze ergänzt (z. B. 2016: große Geschäfte dürfen keine essbaren Lebensmittel mehr wegschmeißen).
2018 wurde in Frankreich das erste Geschäft eröffnet namens „NOUS Anti-Gaspi“. Dort werden Lebensmittel verkauft, die ansonsten im Müll landen würden. Mittlerweile gibt es 26 solcher Orte.
Die deutsche Bundesregierung hat 2019 eine Strategie vorgelegt, mit der die Lebensmittelverschwendung in Deutschland bis 2030 halbiert werden soll. Dabei bezieht sie sich auf das Nachhaltigkeitsziel Nr. 12.3 der  Vereinten Nationen. Die Strategie der Bundesregierung beinhaltet neben der Prüfung rechtlicher Veränderungen auch Koordinierungsarbeit, Kommunikationsforen und eine kontinuierliche Beurteilung der Wirksamkeit.
Seit dem Jahr 2022 führt das Bündnis „Aufstand der letzten Generation“ in Deutschland und Österreich Protestaktionen durch, bei denen im Kontext des Klimawandels ein Gesetz gegen Lebensmittelverschwendung nach französischem Vorbild gefordert wird.